# Ceratostoma
Ceratostoma is een geslacht van weekdieren uit de klasse van de Gastropoda (slakken).

## Soorten
- Ceratostoma burnetti (Adams & Reeve, 1849)
- Ceratostoma foliatum (Gmelin, 1791)
- Ceratostoma fournieri (Crosse, 1861)
- Ceratostoma monoceros (G. B. Sowerby II, 1841)
- Ceratostoma nuttalli (Conrad, 1837)
- Ceratostoma rorifluum (Adams & Reeve, 1849)